# 温琴佐·贝利尼
温琴佐·萨尔瓦多·卡梅洛·弗朗切斯科·贝利尼（義大利語：Vincenzo Salvatore Carmelo Francesco Bellini，1801年11月3日—1835年9月23日）是一位意大利作曲家。

## 生平
生于意大利的西西里岛，3岁开始学习音乐，18岁时入那不勒斯音乐学院。贝利尼并没有像其同时代人那样热心于谐歌剧的创作，唯一一部带有喜剧色彩的歌剧是他的第一部舞台作品阿代尔森与萨尔维纳（1825年），其中包含着一个用那不勒斯方言演唱的喜剧男低音。总的来讲，在贝利尼的作品中所显露出来的是一种浪漫主义式的忧郁。他的早期歌剧作品被认为在管弦乐的配器方面有所不足，《诺尔玛》后这一缺点得以克服。贝利尼的作品有两大特点：其一是美妙的旋律；其二是高难度的美声唱段，这两者的完美融合便是他歌剧的魅力所在。他歌剧中的许多咏叹调，至今仍被奉为“美声唱法”的经典教材。

## 代表作品一览
- 梦游女（英语：La sonnambula）（La Sonnambula，1831年）
- 诺尔玛（Norma，1831年）
- 清教徒（英语：I puritani）（I Puritani，1835年）